# فیلیس هایمن
فیلیس هایمن (انگلیسی: Phyllis Hyman; ۶ ژوئیهٔ ۱۹۴۹ – ۳۰ ژوئن ۱۹۹۵) خواننده و هنرپیشهٔ اهل ایالات متحده آمریکا بود که بیشتر با تک‌آهنگ‌هایش در دههٔ ۱۹۷۰ میلادی شناخته می‌شود.